# FC Vaduz
Az FC Vaduz egy liechtensteini labdarúgócsapat, amely Vaduzban székel. A klub a Rheinpark Stadionban játszik, melynek befogadóképessége 6 127 fő. A Vaduz a Challenge League-ben játszik (korábban Nationalliga B-nek hívták), a svájci bajnokság második vonalában. Az elmúlt években a Vaduz az egyik legjobb csapattá vált a Challenge League-ban, 2008-ban fel is jutott az Axpo Super League-be, míg 2004-ben és 2005-ben, csak kétmérkőzéses playoff-ot játszva maradt le róla. 2010-ben a tizedik helyen végzett, így visszakerült a másodosztályba. 2014 májusában a csapat megnyerte a másodosztályt, így újra az első osztályban szerepelhet.

## Története
A Fußball Club Vaduzt 1932. február 14-én alapították Vaduzban, és a klub első elnöke Johann Walser volt. Az első edzőmérkőzésen, amelyet a Vaduz Balzersben játszott április 24-én abban az évben, az új csapat 2-1-es győzelmet aratott. 1933-ban a Vaduz elkezdett Svájcaban játszani. Az évek alatt a Vaduz a svájci labdarúgás különböző szintjein viaskodott, és először 1949-ben nyerte meg a Liechtensteini Kupát. A Vaduz hosszú ideig a svájci első osztályban játszott, 1960-tól 1973-ig.
1992-ben a Vaduz első alkalommal kvalifikálta magát az európai labdarúgó-porondra, az Kupagyőztesek Európa Kupájába a Liechtensteini Kupa győzteseként, de 12-1-es összesítéssel kiesett az ukrán FC Chornomorets Odessa ellen. 1996-ban a Vaduz kvalifikált másodszorra, és megszerezte az első európai győzelmét, 5-3-as összesítéssel nyert a lett FC Universitāte Rīga ellen, de a Vaduz kiesett 7-0-s összesítéssel a francia Paris St-Germain ellen a következő körben. Miután megszűnt a Kupagyőztesek Európa Kupája, a Vaduz részt vett az UEFA Kupában, mint a legeredményesebb, egyetlen teljesen hivatásos liechtensteini klub, valamint a Liechtensteini Kupa 33-szoros győztese. A legújabb Liechtensteini Kupa-győzelmet 2007. május 1-jén aratták, amikor nyertek az amatőr FC Ruggell ellen 8-0-ra a döntőben, ami azt jelentette, hogy a Vaduz ismét kvalifikált az UEFA Kupába.
A Vaduz jelenlegi vezetőedzője Hanjo Weller. A jelenlegi elnök Hanspeter Negele. A Vaduz szerelése teljesen piros, amely a hazai mezük, és teljesen fekete, amely az idegenbeli. Sok játékosa van a Liechtensteini labdarúgó-válogatottból, de ezek a játékosok mind külföldre költöztek, és az első csapat keretének nagyobb része külföldi a világ különböző területeiről.
Az FC Vaduz lett az első liechtensteini klub, ami bekerült a svájci Super League-be, azaz a svájci első osztályba.
2022-ben első liechtensteni klubként főtáblára jutott egy európai kupasorozatban. Az UEFA Konferencia Liga selejtezőjéből jutott be a 32 csapat közé.

## Eredmények
- Liechtensteini kupagyőztes: 51

1949, 1952, 1953, 1954, 1956, 1957, 1958, 1959, 1960, 1961, 1962, 1966, 1967, 1968, 1969, 1970, 1971, 1974, 1980, 1985, 1986, 1988, 1990, 1992, 1995, 1996, 1998, 1999, 2000, 2001, 2002, 2003, 2004, 2005, 2006, 2007, 2008, 2009, 2010, 2011, 2013, 2014, 2015, 2016, 2017, 2018, 2019, 2022, 2023, 2024, 2025

## A Vaduz Európában
| Szezon  | Rendezvény                  | Forduló     | Klub                     | Eredmény |
| ------- | --------------------------- | ----------- | ------------------------ | -------- |
| 1992-93 | Kupagyőztesek Európa-kupája | sel.        | Csornomorec Odesza       | 0-5, 1-7 |
| 1995-96 | Kupagyőztesek Európa-kupája | sel.        | Hradec Králové           | 0-5, 1-9 |
| 1996-97 | Kupagyőztesek Európa-kupája | sel.        | Universitāte Rīga        | 1-1, 1-1 |
| 1998-99 | Kupagyőztesek Európa-kupája | sel.        | Helsingborgs IF          | 0-2, 0-3 |
| 1999-00 | UEFA-kupa                   | sel.        | Bodø/Glimt               | 0-1, 1-2 |
| 2000-01 | UEFA-kupa                   | sel.        | Amica Wrónki             | 0-3, 3-3 |
| 2001-02 | UEFA-kupa                   | sel.        | Varteks                  | 3-3, 1-6 |
| 2002-03 | UEFA-kupa                   | sel.        | Livingston FC            | 1-1, 0-0 |
| 2003-04 | UEFA-kupa                   | sel.        | Dnyipro Dnyipropetrovszk | 0-1, 0-1 |
| 2004-05 | UEFA-kupa                   | sel., 1. f. | Longford Town FC         | 1-0, 3-2 |
|         |                             | sel., 2. f. | KSK Beveren              | 1-3, 1-2 |
| 2005-06 | UEFA-kupa                   | sel., 1. f. | Dacia Chişinău           | 2-0, 0-1 |
|         |                             | sel., 2. f. | Beşiktaş JK              | 0-1, 1-5 |
| 2006-07 | UEFA-kupa                   | sel., 1. f. | Újpest                   | 4-0, 0-1 |
|         |                             | sel., 2. f. | FC Basel                 | 1-0, 1-2 |

## Jelenlegi keret
2024. december 31. szerint:
| #  |     | Poszt | Név                |
| -- | --- | ----- | ------------------ |
| 1  | LIE | K     | Benjamin Büchel    |
| 2  | BEL | V     | Jenthe Mertens     |
| 4  | LIE | KP    | Nicolas Hasler     |
| 5  | SWI | V     | Liridon Berisha    |
| 6  | ALB | V     | Denis Simani       |
| 7  | SWI | KP    | Dominik Schwizer   |
| 8  | LIE | KP    | Sandro Wieser      |
| 10 | KOS | KP    | Lorik Emini        |
| 11 | ITA | KP    | Danilo Del Toro    |
| 14 | SWI | V     | Mischa Beeli       |
| 15 | SWI | V     | Simeon Weber       |
| 16 | SWI | CS    | Federico Crescenti |
| 17 | SWI | V     | Alessandro Kräuchi |
| 19 | ESP | CS    | Javi Navarro       |
| 20 | LIE | KP    | Simon Lüchinger    |
| 21 | LIE | K     | Tim-Tiado Oehri    |
| 22 | SWI | KP    | Mischa Eberhard    |
| 23 | SWI | CS    | Fabrizio Cavegn    |
| 24 | SWI | V     | Cédric Gasser      |
| 25 | GER | K     | Leon Schaffran     |
| 26 | SWI | KP    | Mats Hammerich     |
| 27 | SWI | V     | Fabian Stöber      |
| 28 | LIE | V     | Lars Traber        |
| 29 | SWI | CS    | Jonathan De Donno  |
| 35 | GER | V     | Nicolas Keckeisen  |